# Inhibición de la conducta
La inhibición de la conducta, control inhibitorio, inhibición de la respuesta o control de impulsos es un proceso cognitivo –y, más específicamente, una función ejecutiva– que permite a un individuo inhibir sus impulsos y respuestas conductuales naturales, habituales o dominantes a los estímulos (conocidas como respuestas prepotentes, en el sentido 1 de la RAE, más poderosas que otras, no en el habitual sentido 2, que abusan o alardean de su poder) para seleccionar un comportamiento más apropiado para sus objetivos.
El autocontrol, o dominio de sí mismo, es un aspecto importante del control inhibitorio. Por ejemplo, suprimir con éxito la respuesta de comportamiento natural de comer pastel cuando uno lo anhela mientras está a dieta requiere el uso de control inhibitorio.
Se sabe que la corteza prefrontal, el núcleo caudado y el núcleo subtalámico regulan el control inhibitorio. El control inhibitorio se ve afectado tanto en la adicción como en el trastorno por déficit de atención con hiperactividad (TDAH). En adultos sanos y personas con TDAH, el control inhibitorio mejora a corto plazo con dosis bajas (terapéuticas) de metilfenidato o anfetamina. El control inhibitorio también se puede mejorar a largo plazo a través del ejercicio aeróbico continuado.
La conducta o acción inhibida deberá permanecer suspendida ante algún estímulo novedoso para permitir que otra serie de respuestas o acciones se ejecuten. Un ejemplo de esto es la incapacidad de algunos pacientes para pasar por una puerta sin intentar abrirla. También puede demorarse esta secuencia de acciones de manera temporal, a la espera de un momento posterior más adecuado para ponerse en práctica.
Esta función ejecutiva ocupa un lugar central en el modelo explicativo del TDAH conocido como modelo de autorregulación o del déficit en la inhibición conductual, elaborado por Russell Barkley.

## Test
Un test de control de impulsos es una prueba neuropsicológica que mide la capacidad de un individuo para anular su respuesta natural, habitual o dominante a un estímulo para sustituirla por un comportamiento más adaptativo o más orientado hacia el objetivo que persigue. Algunas de las pruebas neuropsicológicas que miden el control inhibitorio incluyen la tarea de Stroop, la tarea de ir/no ir, la tarea de Simon, la tarea de Flanker, las tareas antisacádicas, las tareas de retraso de la gratificación y las tareas de señal de alto.